# Vierteldollar (Vereinigte Staaten)
Ein Vierteldollar (englisch quarter dollar, meist zu quarter verkürzt) ist eine Münze der Vereinigten Staaten im Wert von 25 Cent oder einem Viertel US-Dollar. Er trägt seit 1932 das Porträt von George Washington. Seit 1999 wird er in Sonderserien mit wechselnden Rückseiten geprägt. Von 1999 bis 2008 waren dies die State Quarters, welche jeden der 50 US-Bundesstaaten repräsentieren und welche 2009 mit Ausgaben für den District of Columbia und fünf Außengebiete ergänzt wurden. Von 2010 bis 2021 wurden im „America the Beautiful Quarters“-Programm jährlich fünf Nationalparks oder andere Stätten von nationaler Bedeutung dargestellt. Seit 2022 werden bis 2025 jährlich im Rahmen der Serie „American Women Quarters“ jeweils 5 Vierteldollarmünzen mit historisch bedeutsamen Frauen der US-Geschichte ausgegeben.

## Geschichte
Die ersten Vierteldollars wurden 1796 geprägt. Nach dem Vorderseitenmotiv, einer Büste der Liberty, wird dieser Typ „Draped Bust Quarter“ genannt. Die Rückseite zeigt einen Adler. Von 1804 bis 1807 wurde dieser Typ mit veränderter Darstellung des Adlers erneut geprägt.
Der „Capped Bust Quarter“ oder „Liberty Cap Quarter“ (1815–1838) zeigt eine geänderte Büste der Liberty mit phrygischer Mütze.
Der „Seated Liberty Quarter“ (1838–1891) zeigt die Liberty in sitzender Position, der „Barber Quarter“ (1892–1916, benannt nach Charles E. Barber, von dem der Entwurf stammt) zeigt den Kopf der Liberty mit Phrygischer Mütze und der „Standing Liberty Quarter“ (1916–1930) zeigt eine stehende Liberty.
Seit 1932 ist stets George Washington auf der Vorderseite der Münze zu sehen. Der Adler blieb bis 1998 das Rückseitenmotiv.
Wegen steigendem Silberpreis wurde 1965 die bisherige Zusammensetzung aus Silber (6,25 g, 0,900 fein) aufgegeben und die Münze stattdessen aus einem Kupferkern, beschichtet mit Kupfernickel, hergestellt. 1976 wurde eine Vierteldollar-Gedenkmünze zum Zweihundert-Jahr-Jubiläum der Amerikanischen Unabhängigkeit herausgegeben. In den Jahren 1999–2008 wurden im „50 State Quarters“-Programm Münzen mit fünfmal jährlich wechselnden Rückseitenmotiven herausgegeben. Jede Rückseite zeigt ein Motiv aus einem der 50 US-Bundesstaaten. 2009 kamen Ausgaben für den District of Columbia, Puerto Rico, Guam, Amerikanisch-Samoa, die Amerikanischen Jungferninseln und die Nördlichen Marianen hinzu. Von 2010 bis 2021 wurden die Münzen des „America the Beautiful Quarters“-Programms herausgegeben. In diesem Programm wurden alle 50 Staaten und 6 zusätzliche Territorien berücksichtigt, und aus jedem wurde ein Nationalpark oder eine andere Stätte von nationaler Bedeutung („National Site“) dargestellt. Es wurden fünf Ausgaben pro Jahr ausgegeben, sodass die Serie bis 2021 andauerte.
Seit 2022 werden jährlich 5 Münzen zu Ehren historisch bedeutenden Frauen ausgegeben.
Im Januar 2022 wurde im Rahmen dieser Vierteldollarmünzserie mit Maya Angelou erstmals eine Afroamerikanerin auf einer Vierteldollar-Umlaufmünze gewürdigt.

## Technische Daten
Die Münze besteht aus einem Kupferkern und einer Beschichtung aus einer Kupfer-Nickel-Legierung. Die Gewichtsanteile (bezogen auf die ganze Münze) betragen 91,67 % Kupfer und 8,33 % Nickel.
Die Münze ist 5,67 Gramm schwer bei einem Durchmesser von 24,26 Millimetern und einer Dicke von 1,75 Millimetern. Der Rand ist geriffelt.
Härte der Münze: 120 HV 10